# I gabbiani volano basso
I gabbiani volano basso è un film del 1978, diretto da Giorgio Cristallini.

## Trama
Albert Morgan è un killer professionista e viene ingaggiato per uccidere un socio in affari di Roberto Micheli. Quando anche questo viene fatto uccidere da un altro socio i killers tentano di trovare Morgan per eliminare anche lui.

## Produzione
Girato a Roma e sull'isola di Ponza.